# Muzafar Jangue
Nauabe Hidaiate Muadim Sadalá Cã Badur (Nawab Hidayat Muhi al-Din Saadullah Khan Bahadur), cujo título real era Muzafar Jangue  (Muzaffar Jang), foi o terceiro nizã de Hiderabade entre 1750 e 1751, em sucessão a Nácer Jangue (r. 1748–1750).